# ドリームプラス
ドリームプラス株式会社は、ミュージシャン・俳優・脚本家・演出家のマネージメントを行っている、日本の芸能事務所である。

## 概要
共同テレビジョン・讀賣テレビ放送出身の、DHE（デジタルハリウッドグループ会社）のプロデューサー木村元子が独立して2012年7月に設立。映像および舞台の制作業務を行っていた。
2014年4月1日付けで映像および舞台の制作業務を全てメディアミックス・ジャパンに移管し、現在は芸能事務所となっている。
2016年7月1日に俳優、アーティスト、クリエイターの新たなマネージメント事業部としてメディアミックス・ジャパン内にBLUE LABELが設立され磯村勇斗を含めた7名が移籍した。

## 所属者一覧

### ミュージシャン
- Honey L Days

### 俳優
- 東山光明

### 脚本家・演出家
- 江頭美智留
- 岡本貴也
- 栗原智子
- 中川千英子
- 広田光毅
- 松田恵里子
- 松田裕子
- 松本夏緒里
- 横田理恵
- 李正姫